# ザンジバル (ガンダムシリーズ)
ザンジバル級機動巡洋艦（ザンジバルきゅうきどうじゅんようかん、Zanzibar-class Mobile Cruiser）は、アニメ作品群『ガンダムシリーズ』のうち、宇宙世紀を舞台にした作品に登場する架空の兵器。ジオン公国軍所属の機動巡洋艦である。 

## 概要
サイド3と地球にわたる長大な補給線を維持することを目的とし、宇宙空間のみならず大気圏突入と大気圏内の巡航能力を持つ。大気圏内外両用艦としては、ジオン公国軍で唯一のものである。
艦艇というより航空機に近いデザインで、ミノフスキー・クラフトは装備しておらず、大気圏内では主翼とリフティングボディによる揚力と在来型の熱核動力で飛行する。大気圏離脱時にはブースターを装着し、カタパルトを使用する必要があった。また、本級の「ケルゲレン」には重力ブロックが設置されている。
モビルスーツ (MS) の搭載数は6機、3機+モビルアーマー (MA) 2機、9機、12機と諸説ある。MSカタパルトは装備しておらず、MSは船体側部か下部に設けられたハッチから自力発進する。メガ粒子砲は前方固定式だが、主砲と対空砲は格納式になっている。主砲は、地上での間接照準射撃を考慮して火薬式の実体弾砲にしたとの説がある。艦首両舷には超大型ミサイル「Jミサイル」が埋め込み式で1発ずつ配備されている。なお、メガ粒子砲の代わりに巨大投光器を装備していた艦が存在するなど、武装は艦によって異なる。
メカニックデザインはテレビアニメ版のラフスケッチが富野喜幸、クリンナップが大河原邦男、『0083』版が河森正治、『第08MS小隊』版が山根公利。

## ネームシップについて
ザンジバル級のネームシップについては、宇宙世紀0076年6月就役ということと、艦籍番号がCCM-80だと言うこと以外は不明である。
『機動戦士ガンダム』などには以下に挙げた、ただザンジバルとだけ呼ばれる正式名称が不明なザンジバル級が何隻か登場するが、いずれかがこれに当たるのかどうかは不明。同型艦が何隻あるかも不明である。
- ランバ・ラル隊が地球に降下した際に使用した艦。メガ粒子砲ではなく4基の巨大投光器が設置されており、テスト中とのセリフもある。漫画『機動戦士ガンダム THE ORIGIN』では、マ・クベ中将へ届けるために乗ってきたとされている。
- キシリア・ザビ少将がア・バオア・クーからの脱出に使った艦。ア・バオア・クーからの発進直前にシャア・アズナブルにバズーカで狙撃されて艦橋大破。指揮系統喪失のまま、発進直後には包囲していた連邦艦隊の砲火を浴びて撃沈される。
- 『機動戦士ガンダム 第08MS小隊』においてオデッサから脱出するユーリ・ケラーネ少将の部隊が大気圏離脱を確認した本級2隻[5]。艦名の言及はなく、マ・クベ大佐の乗艦かどうかも不明。
- 雑誌企画『ADVANCE OF Ζ ティターンズの旗のもとに』においてジオン軍残党によって運用されているが、劇中描写がないため正式名称不明。シュトゥッツァー・シリーズのほかエゥーゴに参加後はリック・ディアスやネモなどを搭載。

小説版『機動戦士ガンダム』では、ザンジバルはシャア率いるニュータイプ部隊の旗艦として登場。テキサスコロニーで敵艦ペガサス（小説版でのホワイトベース的役割の艦）と相討ちになり、撃沈されている。

## 同型艦

### ザンジバル級
マダガスカル
劇場版『機動戦士ガンダムII 哀・戦士編』に登場。劇中で艦名は呼ばれないが、アフレコ台本に記されている。なお、テレビ版および劇場版第1作では同名の艦が連邦軍のサラミス級巡洋艦としても登場する。
マ・クベ大佐が連邦軍のオデッサ作戦に破れ、宇宙へ脱出する際に乗艦する。艦体色は紫がかったグレー（ブースターは通常と同じ濃緑色）。テレビ版でもマ・クベはザンジバル級で脱出するが、艦体色は通常の濃緑色で（ブースターは確認できない）、ナレーションで「ザンジバル」とだけ呼ばれ、黒い三連星が地球に降下した際に乗艦したものとされる（第25話）。
小説版『機動戦士ガンダム』では、「ザンジバル」に続き、シャアの指揮する独立第300戦隊の旗艦の名称となっている。艦長はブルース・マーシャル少佐。「宇宙機動戦艦」に区分されているが、艦体は「卵型」とされる。Jミサイルに相当する超大型熱核ミサイル「フィフ」を搭載。エルメスとリック・ドムのほか、ガトル戦闘爆撃機2個大隊を麾下に置き、コレヒドール暗礁空域でペガサス・Jを迎え撃つが、損傷によりエンジンの半分が作動不能となり撤退する。その後同隊はア・バオア・クーに移動し、以降本艦は登場しない。
ラグナレク
『機動戦士ガンダム』に登場。艦名は漫画『機動戦士ガンダム THE ORIGIN』により、アニメではテレビ版・劇場版ともに「ザンジバル」とだけ呼ばれている。
シャア・アズナブル大佐の乗艦。もともとはトクワン大尉が指揮をするMA試験部隊が使用していた艦で、初登場時には艦内にビグロ、ザクレロ各1機とリック・ドム2機を搭載している。ホワイトベース追撃のためにシャア大佐に徴用され、のちにニュータイプ部隊（独立第300戦隊）に編入される。
キシリア座乗の戦艦「グワジン」（「グワリブ」説あり）を旗艦とする艦隊と合流後、連邦軍艦隊との戦闘ではムサイ級巡洋艦3隻とともに艦隊特攻をかけ、Jミサイルを発射してマゼラン級戦艦1隻を撃沈するが、ホワイトベースの集中砲火を浴びて轟沈する（第41話）。劇場版『機動戦士ガンダムIII めぐりあい宇宙編』でも同様だが、轟沈シーンおよびJミサイル発射シーンは割愛されている。
スマートフォンゲームアプリ『機動戦士ガンダム U.C. ENGAGE』のイベント「アムロシャアモード0079」では、シャア専用リック・ドムも搭載されており、テストをおこなっていたことが明らかとなる。また、本艦にも後述のリリー・マルレーンと同様のカタパルトが装備されていることも判明する。
ゲーム『機動戦士ガンダム バトルオペレーション Code Fairy』のコミカライズ版でも、キャリフォルニアベースから宇宙への打ち上げの様子が描かれ、「ラグナレク」と呼ばれている。シャアはキリー・ギャレット少佐に同基地の防衛を託し、宇宙へ上がる。
ズワメル
小説版『機動戦士ガンダム』に登場。キシリア・ザビ少将の座乗艦。ただし、ザンジバル級機動巡洋艦とされるのは初登場時のみで、以降はグワジン級戦艦とされる。
ケルゲレン (Kergulen)
OVA『機動戦士ガンダム 第08MS小隊』に登場。アプサラス開発工場の電力供給源として使われるが、地球連邦極東方面軍との戦闘での一時休戦中、負傷兵を乗せ宇宙への脱出を図る。しかし味方であるギニアス・サハリンが操縦するアプサラスIIIが協定を無視して連邦軍MS部隊を蹂躙、報復としてジム・スナイパーのロングレンジビームライフルによる狙撃をブースターに受け、上昇途中で爆発、轟沈する。なお、小説版では無事大気圏離脱に成功している。
劇中とカラー設定画でカラーリングが若干異なり、劇中では原作版に近いが、設定画ではブースターが白で塗装されている。
サングレ・アスル (Sangre Azul)
漫画『機動戦士ガンダム MSV-R ジョニー・ライデンの帰還』に登場。キマイラ隊所属の青いザンジバル級機動巡洋艦。一年戦争後、連邦軍のオクスナー・クリフ大佐と旧キマイラ隊のジャコビアス・ノード大尉( ゲルググキャノンに搭乗)によりジャブローに秘匿された。無人のまま自動航行で宇宙を周回するMSの製造プラント船・ミナレットの航路検索システムを唯一有する。
テンペスト
ゲーム『機動戦士ガンダム Return of Zion』に登場。リッチー・クラプトン少将率いるアフリカ方面軍第32独立大隊司令旗艦。
バンパイア
『Return of Zion』に登場。カール・ヨハンソン少将率いるアフリカ方面軍第19連隊司令旗艦。
ケルベロス
『Return of Zion』に登場。オーキス・レザリー中将率いるアフリカ方面軍第33独立大隊司令旗艦。
ケラウノス (Keraunos)
雑誌企画『ADVANCE OF Ζ 刻に抗いし者』に登場。一年戦争時にソロモンで中破し、連邦軍が回収・修理し運用試験したものを、「スポンサー」によって反ティターンズ組織に譲渡された艦。艦首ブリッジが艦橋構造となり、メインバーニアの配置が中央から左右に分割され、元のスペースはMSの格納用となっている。艦長はフォルカー・メルクス。

### ザンジバル改級

#### キマイラ
メカニックデザイン企画『MSV』および『MSV-R』に登場。
キシリア・ザビ少将配下のキマイラ隊の母艦。実働テストのため、高機動型ゲルググ、ゲルググキャノンなどが配備されている。
ゲーム『GUNDAM TACTICS MOBILITY FLEET0079』では、キマイラ隊設立前の宇宙世紀0079年10月15日に戦場視察のためキシリア・ザビ少将が座乗し、ジョニー・ライデンらに護衛されながら地球に降下している。
『MSV-R』ではザンジバル改級とされ、MSの搭載量増加のため船体後方にカーゴベイユニットを増設している。ユニットにはMS射出用電磁式カタパルトデッキが1基、内部は格納庫と居住フロアで構成されている。
漫画『機動戦士ガンダム MSV-R ジョニー・ライデンの帰還』にも登場。一年戦争後は旧キマイラ隊第2小隊隊長ジーメンス・ウィルヘッド大尉とユーマ・ライトニングが管理し地球近辺の宙域を航行している。

#### インゴルシュタット
Ingolstadt
漫画『機動戦士ガンダム C.D.A. 若き彗星の肖像』に登場。「アンジバル改級」とされるが、上記「キマイラ」とは異なる改修がなされている。
アクシズからジオン共和国視察のために派遣された。艦長はシャア・アズナブル大佐。アクシズ・地球圏間を5か月で航行するために推進剤タンクとブースターが増設されている。
艦名はドイツ・バイエルン州の地方都市インゴルシュタットに由来。

### ザンジバルII級
OVA『機動戦士ガンダム0083 STARDUST MEMORY』および劇場アニメ『機動戦士ガンダム0083 ジオンの残光』に、「リリー・マルレーン」と呼ばれる艦が登場。
シーマ・ガラハウ中佐率いるシーマ艦隊の旗艦として、一年戦争からデラーズ紛争まで運用される。シーマは自らモビルスーツ隊の隊長として出撃するため、艦長は副官であるデトローフ・コッセル大尉が務める。大幅な武装変更を受けているほか、MSを艦進行方向に射出できるカタパルトも装備している。デラーズ紛争時の搭載MSは、シーマのゲルググMの指揮官機および一般機5機。のちに、アナハイム・エレクトロニクス社のオサリバン常務との密約によりガーベラ・テトラを受領し、シーマ専用機となる。
劇中での活躍
デラーズ紛争の最終局面で、味方機を帰艦させようとガイドビーコンを出したため位置を特定され、ガンダム試作3号機（デンドロビウム）のメガビーム砲の直撃を受け轟沈する。
CDシネマ『機動戦士ガンダム0083 宇宙の蜉蝣』では、一年戦争開戦直前から「リリー・マルレーン」がシーマ艦隊の旗艦であることを示唆するシーマの台詞があるが、艦級については明言されていない。
アニメ版とは展開が異なる漫画『機動戦士ガンダム0083 REBELLION』では、ソーラ・システムII照射の際にシーマのガーベラ・テトラの盾となり轟沈する。